# Emmanouíl Karalís
Emmanouíl Karalís (grec moderne : Εμμανουήλ Καραλής ; né le 20 octobre 1999 à Athènes) est un athlète grec spécialiste du saut à la perche et un des meilleurs sauteurs à la perche de son époque.

## Biographie
Emmanouíl Karalís est grec et ougandais par sa mère arrivée en Grèce alors qu'elle avait 3 ans. Son père a été champion de Grèce du décathlon tandis que sa mère est très active dans le sport grec.
Karalís s'est essayé à la natation et au karaté avant de se tourner vers le saut à la perche en 2013. Il s'entraine à Athènes dans le même club que le champion du monde en salle 2014 Konstadínos Filippídis qui lui a d'ailleurs offert sa première paire de pointes.

### Premières compétitions internationales (2015) et records du monde cadets (2016)
Le 6 juin 2015 à La Canée, le Grec porte son record personnel à 5,25 m. Le mois suivant, il remporte sa 1re médaille internationale en s'adjugant le bronze des Championnats du monde cadets de Cali avec un saut à 5,20 m. Il est devancé par le Suédois Armand Duplantis (5,30 m) et l'Ukrainien Vladyslav Malykhin (5,30 m également).
Le 14 février 2016 lors des Championnats de Grèce en salle, Karalís réalise la meilleure performance de sa carrière en effaçant une barre à 5,53 m, synonyme de record du monde cadet en plein air (5,51 m par l'Argentin Germán Chiaraviglio en 2004) et en salle (5,50 m par Armand Duplantis début 2016) avant d'échouer à 5,60 m. Deux semaines plus tard, il se classe 2e des Championnats des Balkans en salle avec 5,20 m, avant déchouer à 5,35 m.
Le 5 mars suivant, le Grec de 16 ans participe au meeting de Jablonec nad Nisou et franchit une barre à 5,54 m, son second record du monde de l'hiver.
Le 20 mai 2016, lors du Golden Spike Ostrava, Karalís améliore d'un centimètre son record du monde cadet avec 5,55 m à son 3e essai.

### Record du monde juniors (2018) et débuts dans les compétitions séniors
Le 19 février 2017 à Athènes, il porte son record personnel à 5,70 m, réalisant ainsi les minimas pour les championnats du monde de Londres. Dans cette même ville, mais en plein air le 1er juin, il réalise son record avec 5,63 m.
Le 11 février 2018, à Athènes, le Grec bat le record du monde juniors de la discipline avec un saut à 5,78 m, également minimas pour les championnats du monde en salle. Il améliore de 3 centimètres l'ancien record détenu par Armand Duplantis depuis 2017. Duplantis le battra le 25 février suivant avec 5,88 m. Le 4 mars, aux championnats du monde en salle de Birmingham, il termine 5e avec 5,80 m, record de Grèce junior.
Le 3 août 2021, aux Jeux olympiques d'été de Tokyo, il bat son record personnel en plein air avec un saut à 5,80 m et termine 4e de la finale olympique.

### Podiums continentaux et olympique
Le 5 mars 2023, lors des Championnats d'Europe en salle à Istanbul, il s'empare de la médaille d'argent derrière le Norvégien Sondre Guttormsen avec un saut à 5,80 m.
Le 12 juin 2024, lors des Championnats d'Europe d'athlétisme 2024 à Rome, il s'empare de la médaille d'argent avec 5,87 m, derrière Armand Duplantis. Lors des Jeux olympiques d'été à Paris, le 5 août 2024, il termine sur la troisième marche du podium avec un saut à 5,90 m.

## Palmarès
| Date | Compétition                       | Lieu       | Résultat | Marque |
| ---- | --------------------------------- | ---------- | -------- | ------ |
| 2015 | Championnats du monde cadets      | Cali       | 3e       | 5,20 m |
| 2016 | Championnats des Balkans en salle | Istanbul   | 2e       | 5,20 m |
| 2016 | Championnats d'Europe cadets      | Tbilissi   | 1er      | 5,45 m |
| 2016 | Championnats du monde juniors     | Bydgoszcz  | 4e       | 5,40 m |
| 2017 | Championnats d'Europe en salle    | Belgrade   | 11e      | 5,50 m |
| 2018 | Championnats du monde en salle    | Birmingham | 5e       | 5,80 m |
| 2019 | Championnats d'Europe en salle    | Glasgow    | 4e       | 5,65 m |
| 2019 | Championnats d'Europe espoirs     | Gävle      | 2e       | 5,60 m |
| 2019 | Championnats des Balkans          | Pravetz    | 1er      | 5,66 m |
| 2021 | Jeux olympiques                   | Tokyo      | 4e       | 5,80 m |
| 2023 | Championnats d'Europe en salle    | Istanbul   | 2e       | 5,80 m |
| 2023 | Jeux européens                    | Chorzów    | 2e       | 5,80 m |
| 2024 | Championnats du monde en salle    | Glasgow    | 3e       | 5,85 m |
| 2024 | Championnats d'Europe             | Rome       | 2e       | 5,87 m |
| 2024 | Jeux olympiques                   | Paris      | 3e       | 5,90 m |
| 2025 | Championnats d'Europe en salle    | Apeldoorn  | 1er      | 5,90 m |
| 2025 | Championnats du monde en salle    | Nankin     | 2e       | 6,05 m |

## Records
| Épreuve          | Épreuve   | Marque      | Lieu   | Date       |
| ---------------- | --------- | ----------- | ------ | ---------- |
| Saut à la perche | Plein air | 6.08 m (NR) | Grèce  | 02/08/2025 |
| Saut à la perche | En salle  | 6.05 m (NR) | Nankin | 22/03/2025 |